# Pfarrhaus (Utzwingen)

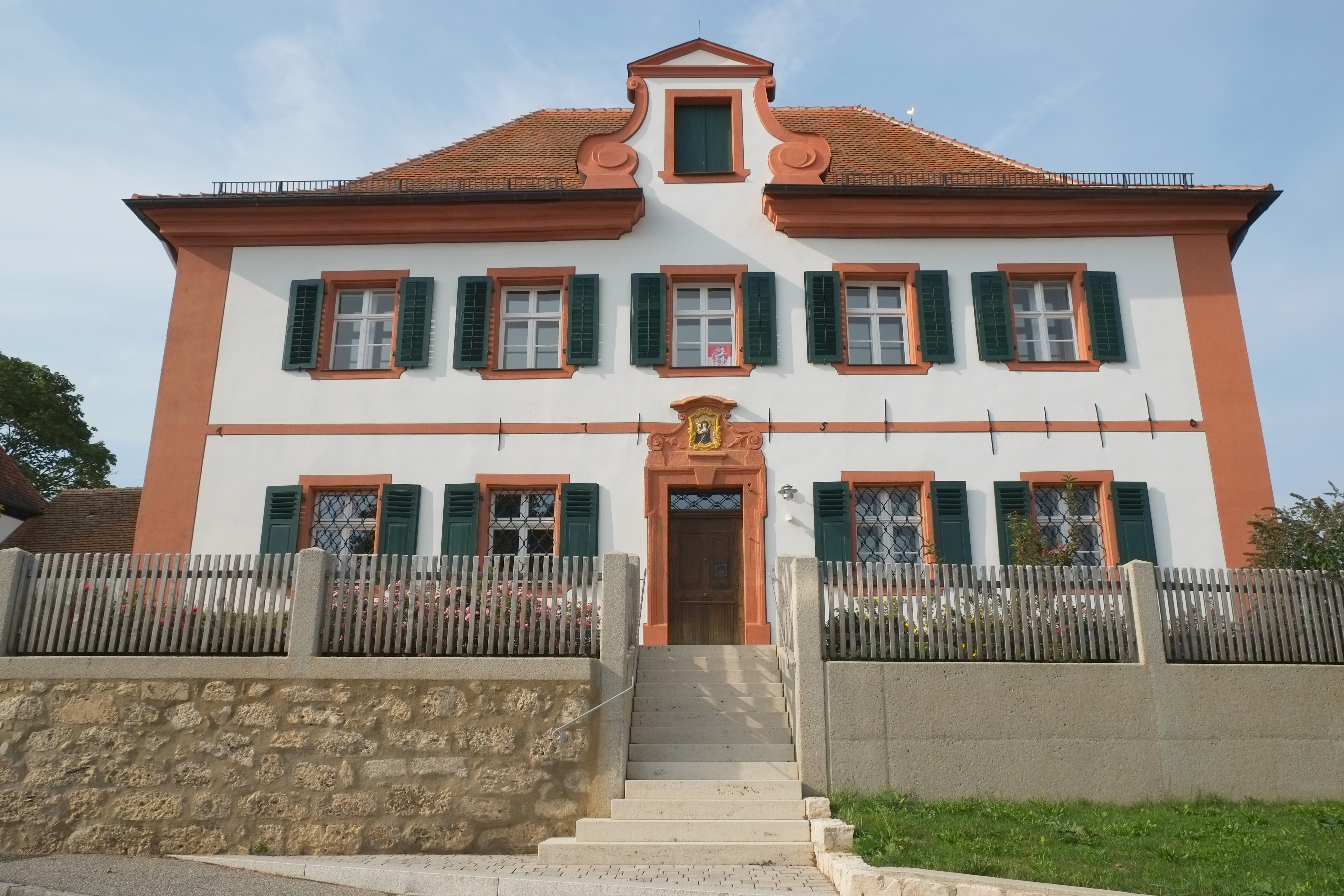
Ehemaliges Pfarrhaus in Utzwingen

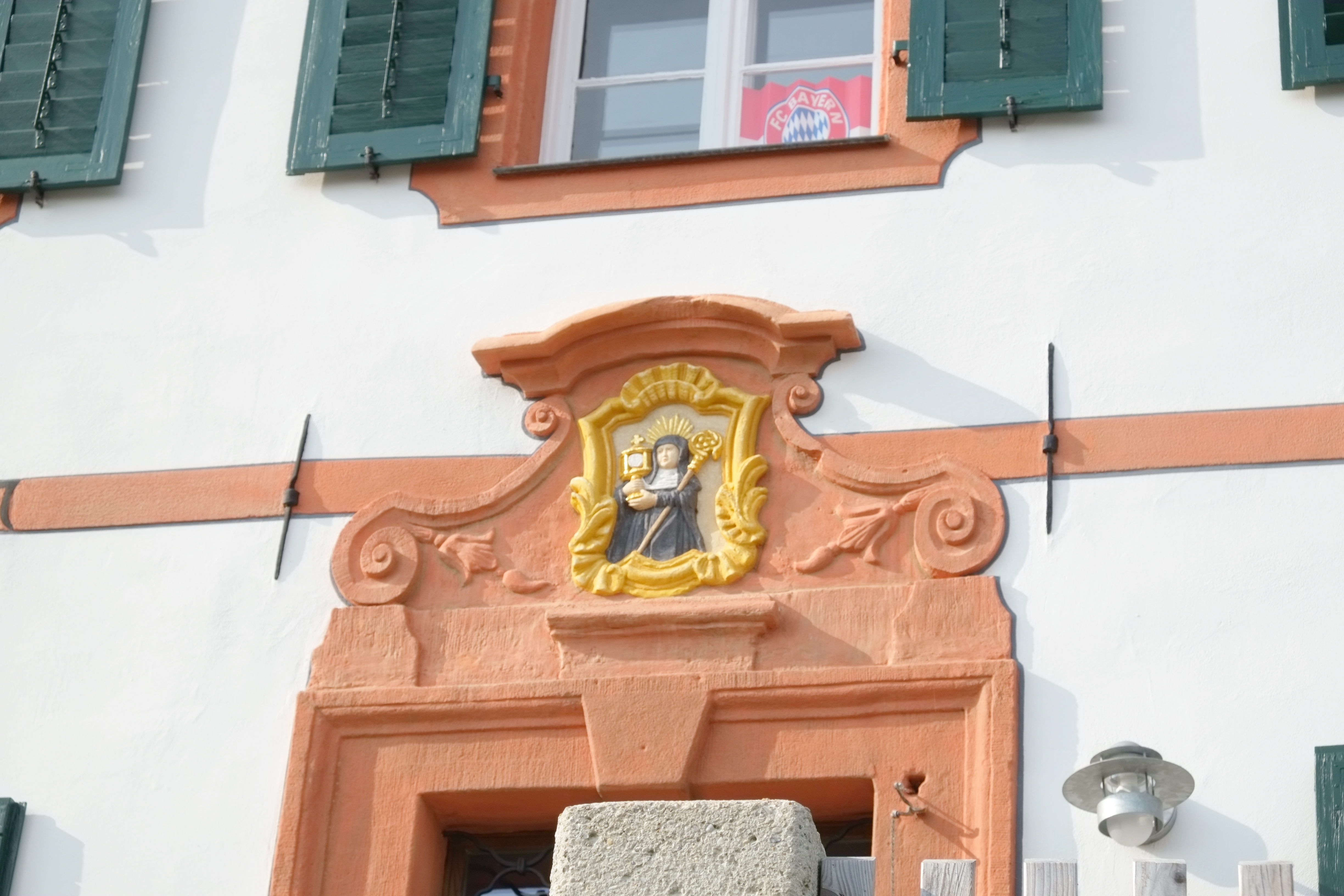
Relief mit der heiligen Klara von Assisi

Das Pfarrhaus in Utzwingen, einem Gemeindeteil von Maihingen im Landkreis Donau-Ries im bayerischen Regierungsbezirk Schwaben, wurde um 1750 errichtet. Das ehemalige Pfarrhaus an der Kreisstraße 30 ist ein geschütztes Baudenkmal.
Der zweigeschossige Walmdachbau mit Zwerchgiebel, Ecklisenen und Gurtgesims besitzt fünf zu drei Fensterachsen. Über dem Portal ist ein Sandsteinrelief mit der heiligen Klara von Assisi angebracht.